# TER Franche-Comté
A TER Franche-Comté egy regionális vasúthálózat Franciaországban, a Franche-Comté régióban, melyet az SNCF üzemeltet.

## Hálózat

### Vasút

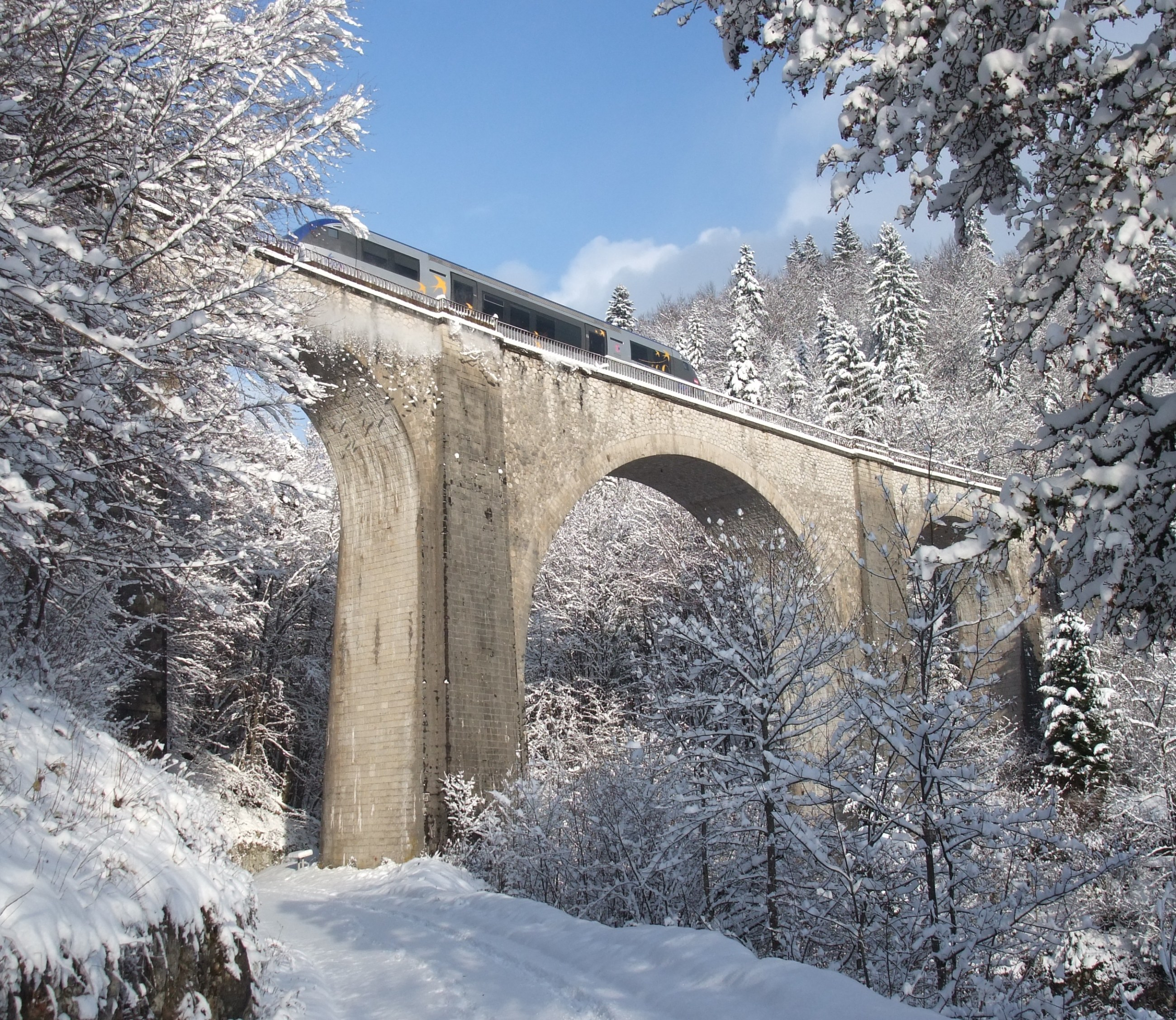
Viaduct near Morez

| Line                                    | Route                                                                               | Frequency | Notes |
| --------------------------------------- | ----------------------------------------------------------------------------------- | --------- | ----- |
| 1                                       | Dijon ... Dole ... Besançon-Viotte                                                  |           |       |
| 2                                       | Besançon-Viotte ... Montbéliard ... Belfort                                         |           |       |
| 3                                       | Besançon-Viotte ... Mouchard ... Lons-le-Saunier ... Bourg-en-Bresse                |           |       |
| 4                                       | Dole ... Mouchard ... Frasne ... Pontarlier                                         |           |       |
| 5                                       | Besançon-Viotte/Dole ... Mouchard ... Champagnole ... Morez ... Saint-Claude        |           |       |
| 8                                       | Vesoul - Lure ... Belfort                                                           |           |       |
| 9                                       | Nancy ... Épinal ... Lure ... Belfort (lásd TER Lorraine 5-ös vonal tulajdonságait) |           |       |
| 10                                      | Besançon-Viotte ... Valdahon ... Morteau ... La Chaux-de-Fonds (Svájc)              |           |       |
| † Nem minden vonat áll meg az állomáson |                                                                                     |           |       |

## Járművek

### Motorvonatok
- SNCF Z 9500 sorozat
- SNCF Z 9600 sorozat
- SNCF X 2800 sorozat
- SNCF X 4750 sorozat
- SNCF X 73500 sorozat
- SNCF X 76500 sorozat (ismert még mint: XGC X 76500)
- SNCF Z 27500 sorozat (ismert még mint: ZGC Z 27500)

### Mozdonyok
- SNCF BB 22200 sorozat
- SNCF BB 25500 sorozat